# Homorthodes flosca
Homorthodes flosca är en fjärilsart som beskrevs av Smith 1906. Homorthodes flosca ingår i släktet Homorthodes och familjen nattflyn. Inga underarter finns listade i Catalogue of Life.